# فالنتين غيونيا
فالنتين غيونيا (بالرومانية: Valentin Ghionea) مواليد 29 أبريل 1984 في كرايوفا، هو لاعب كرة يد روماني يلعب كجناح أيمن. يلعب حاليا مع نادي فيسوا بوتسك لكرة اليد ويحمل الرقم 15. مثل منتخب رومانيا لكرة اليد.

## المسيرة الاحترافية
لعب مع مينور بايا ماري في الدوري الروماني من سنة 2003 إلى 2005، ثم لعب مع نادي دينامو بوخارست لكرة اليد من سنة 2005 إلى 2007، ثم انضم إلى كاراس سفرين في الدوري الروماني في موسم 2010-2011، ثم لعب مع دوبروجا سود كونستانتسا في موسم 2011-2012، ثم انضم إلى نادي فيسوا بوتسك لكرة اليد في الدوري الروماني في سنة 2012.

## الإنجازات
- الدوري الروماني لكرة اليد:
  - الفوز: 2005، 2012
- الدوري البولندي لكرة اليد:
  - الميدالية الفضية: 2013، 2014، 2015، 2016
- الدوري المجري لكرة اليد:
  - الميدالية الفضية: 2008، 2009، 2010
- كأس أبطال الكؤوس الأوروبية لكرة اليد:
  - ربع النهائي: 2009، 2011